# Carling (comune)
Carling è un comune francese di 3 806 abitanti situato nel dipartimento della Mosella nella regione del Grand Est.

## Società

### Evoluzione demografica
Abitanti censiti